# 31846 Elainegillum
31846 Elainegillum è un asteroide della fascia principale. Scoperto nel 2000, presenta un'orbita caratterizzata da un semiasse maggiore pari a 2,3438304 UA e da un'eccentricità di 0,1766451, inclinata di 3,22419° rispetto all'eclittica.